# 16e division d'infanterie (France)
La 16e division d'infanterie est une unité de l'armée de terre française qui a participé aux Première et Seconde Guerre mondiale.

## Chefs de corps
- 23 août 1876 - 30 octobre 1879 : Général Arnaudeau
- 21 octobre 1888 - 10 juillet 1891 : Général Heintz
- 21 juillet 1891 : Général Sonnois
- 28 septembre 1893 - 16 avril 1894 : Général Duchesne
- 1er mai 1894 : Général Lucas
- 12 février 1898 - 19 décembre 1900 : Général Godart
- 13 janvier 1901 : Général Laurent
- 9 mai 1906 - 15 mai 1909 : Général Picard
- 22 mai 1909 : Général Outhier
- 22 décembre 1913 : Général Verrier
- 24 juin 1914 : Général Bonnier
- 24 juillet 1914 - 4 septembre 1914 : Général Maud'Huy
- 8 septembre 1914 : Général de Montdésir
- 12 octobre 1914 : Général Vandenberg
- 7 janvier 1915 : Général Rouquerol
- 9 août 1916 - 11 mars 1922 : Général Le Gallais
- 8 avril - 16 septembre 1922 : Général Tranié
- 6 novembre 1939 - 28 juin 1940 : Général Mordant
- 1942 : Général Bonnet de la Tour

## Première Guerre mondiale
Mobilisée dans la 8e Région, la division appartient au 8e corps d'armée de la 1re armée française.

### Composition à la mobilisation
Le JMO de l'unité fait état d'un effectif de 15 613 hommes répartis en 306 officiers et 15 307 hommes de troupe et sous-officiers. En outre la division est dotée de 2464 chevaux, 299 voitures et 36 canons. À la mobilisation la division comprend :
- État-major (commandant Chauvet)
- 31e brigade d'infanterie (colonel Reibell)

85e régiment d’infanterie (colonel Rabier)
95e régiment d’infanterie (colonel Tourret)
- 32e brigade d'infanterie (colonel Marie)

13e régiment d’infanterie (lieutenant colonel Frontil)
29e régiment d’infanterie (colonel Delaunay)
- Cavalerie

16e régiment de chasseurs (1 escadron)
- Artillerie divisionnaire (colonel Seguine)

1er régiment d'artillerie de campagne (trois groupes 75)
- Génie divisionnaire (capitaine Prétat)

Compagnie 8/2 du 4e régiment du génie
- Services

Service de santé
Sous intendance
Trésorerie et Postes
Gendarmerie

#### Principales évolutions d'organisation et de composition
À la fin de l'année 1916, le GQG décide de porter à 3 le nombre de divisions du 8e corps d'armée. Ainsi, le 17 janvier 1917, la 32e brigade est détachée de la 16e DI et vient former, avec le 296e RI, la 169e DI commandée par le général Serot-Almeras. Pour constituer le troisième régiment de la division, le 27e RI est transféré de la 15e à la 16e DI.
Ainsi, les principales unités d'infanterie seront affectées à la division pendant les périodes suivantes :
- 85e RI d’août 1914 à novembre 1918
- 95e RI d’août 1914 à novembre 1918
- 13e RI d’août 1914 à janvier 1917
- 29e RI d’août 1914 à janvier 1917
- 27e RI de janvier 1917 à novembre 1918
- 24e régiment d'infanterie territoriale d'août à novembre 1918

### Historique
Mobilisée dans la  8e Région

#### 1914
- 5 - 10 août : transport par V.F. à Charmes, et concentration dans la région Châtel-sur-Moselle, Portieux.
- 10 - 14 août : mouvement vers la Meurthe, vers Glonville et Flin ; stationnement.
- 14 - 21 août : offensive, par Blâmont, en direction de Sarrebourg :

14 août, combats à Domèvre-sur-Vezouze et à Blâmont.
18 août, occupation de Sarrebourg.
19 et 20 août, combats vers Réding et Hoff (Bataille de Sarrebourg)
- 21 - 25 août : repli à l'ouest de la Mortagne, vers Haillainville.
- 25 août - 13 septembre : engagée dans la Bataille de la Mortagne :

Combats vers Mattexey et Deinvillers ; puis stabilisation vers Saint-Pierremont.
12 septembre, progression jusqu'à la Meurthe.
- 13 -17 septembre : retrait du front et transport par V.F. dans la région de Saint-Mihiel.
- 17 - 20 septembre : mouvement vers le nord-est, sur les Hauts-de-Meuse, puis en Woëvre : combats dans la région Woël, Doncourt-aux-Templiers.
- 20 - 25 septembre : retrait du front et transport par V.F. de Lérouville, dans la région de Sainte-Menehould ; les 23 et 24, transport par V.F. à Lérouville, et retour au sud de Saint-Mihiel.
- 25 septembre 1914 - 4 avril 1915 : engagée dans la Bataille de Flirey : combats vers Apremont et le  bois d'Ailly ; puis stabilisation et occupation d'un secteur dans cette région : vives actions locales répétées.

#### 1915
- 4 avril 1915 - 22 janvier 1916 : engagée dans la  1re Bataille de la Woëvre :

5 - 10 avril, et du 22 au 24 avril, violentes attaques françaises vers le bois d'Ailly. Puis stabilisation (guerre de mines).
30 avril - 11 mai : légère réduction du front, à gauche.
7 et 8 juillet : violentes attaques allemandes en forêt d'Apremont.
27 septembre : extension du front, à gauche, jusqu'à la Meuse.

#### 1916
- 22 janvier - 20 février : retrait du front ; repos vers Commercy et travaux. À partir du 4 février, instruction au  camp de Belrain.
- 20 février - 18 mars : mouvement vers la région de Pierrefitte-sur-Aire ; repos. À partir du 21 février, occupation d'un secteur vers les Paroches et Woimbey.
- 18 mars - 3 juillet : mouvement de rocade et occupation d'un secteur vers le village des Éparges et Bonzée-en-Woëvre, étendu à droite, le 15 juin, jusqu'au sud-ouest du village des Éparges.
- 3 - 11 juillet : retrait du front vers Rosnes ; repos, instruction.
- 11 juillet – 1er août : mouvement vers le front. Engagée dans la Bataille de Verdun, vers le sud de Damloup et le bois Fumin.

22 juillet : attaque allemande.
- 1er - 5 août : retrait du front ; regroupement dans la région de Chaumont-sur-Aire ; repos.
- 5 août - 17 septembre : mouvement vers le front, et à partir du 9 août, occupation d'un secteur vers les Éparges et Bonzée-en-Woëvre.
- 17 septembre - 29 novembre : retrait du front vers Ligny-en-Barrois ; repos. À partir du 20 septembre, transport par V.F. au camp de Saffais ; instruction.
- 29 novembre - 23 décembre : transport par V.F. dans la région de Crèvecœur-le-Grand. À partir du 9 décembre 1916, des éléments de la D.I. participent à l'occupation d'un secteur vers Berny-en-Santerre et Belloy-en-Santerre, sous les ordres des 3e et 4e D.I..
- 23 - 28 décembre : occupation d'un secteur vers Fresnes et Berny.
- 28 décembre 1916 - 21 janvier 1917 : retrait du front. À partir du 2 janvier 1917, mouvement vers la région d'Aumale, puis, le 10 janvier, vers celle de Poix ; repos et instruction.

19 janvier : transport par V.F. de Crèvecœur-le-Grand, à Sainte-Menehould.

#### 1917
- 21 janvier - 25 avril : mouvement vers le front, puis à partir du 24 janvier, occupation d'un secteur entre le Four de Paris, lieu-dit sur la commune de Vienne-le-Château, Marne et l'Aisne. À partir du 31 mars, mouvement de rocade (transport par camions en Champagne) et occupation d'un nouveau secteur vers la ferme des Marquises et la route de Verzy à Nauroy.

À partir du 16 avril, engagée dans la Bataille des Monts : attaque du bois de la Grille.
- 25 avril - 3 mai : retrait du front, transport par camions dans la région Condé-en-Barrois, Vaubécourt ; repos.
- 3 mai - 19 juin : occupation d'un secteur vers Damloup et Haudiomont.
- 19 juin - 6 juillet : retrait du front, mouvement vers Joinville-en-Vallage ; repos. À partir du 27 juin, transport par V.F. vers Sainte-Menehould ; repos vers Dommartin-sur-Yèvre.
- 6 juillet - 6 décembre : mouvement vers le front et occupation d'un secteur vers Maisons de Champagne et l'Aisne.
- 6 décembre 1917 - 2 février 1918 : retrait du front ; instruction et travaux vers Dampierre-le-Château et vers Sainte-Menehould.

#### 1918
- 2 février - 24 juillet : mouvement vers le front, puis occupation d'un secteur vers Maisons de Champagne et l'Aisne : 6 février, front étendu, jusqu'au bois de Beaurain. À partir du début de juillet, front réduit, à gauche, jusqu'à la Main de Massiges, et à droite, jusqu'à Ville-sur-Tourbe.

15 - 18 juillet : engagée dans la  4e bataille de Champagne : combats vers la Main de Massiges et repli sur le front Virginy, bois d'Hauzy.
- 24 juillet - 30 septembre : retrait du front, repos vers Herpont, puis, à partir du 27 juillet, transport vers Ay.

Engagée dans la 2e Bataille de la Marne vers Sainte-Euphraise et l'Ardre. Progression jusqu'à la Vesle, puis organisation des positions conquises vers Jonchery-sur-Vesle et l'ouest de Muizon.
8 septembre : front étendu, à droite, jusqu’à Muizon.
- 30 septembre - 20 octobre : engagée dans la Bataille de Saint-Thierry : (Bataille de Champagne et d'Argonne) et dans son exploitation : franchissement de la Vesle, du canal de l'Aisne à la Marne, de la Suippe, de la Retourne, et, le 13 octobre, de l'Aisne ; puis organisation et défense des positions occupées vers le Thour et Nizy-le-Comte.
- 20 octobre – 1er novembre : engagée dans la Bataille de la Serre, à l'est du Thour : combats vers Recouvrance.
- 1er - 11 novembre : retrait du front ; repos dans la région Ay, Saint-Imoges.

#### Rattachements
Affectation organique :  8e Corps d’Armée, d’août 1914 à novembre 1918
- 1re armée

2 août – 15 septembre 1914
24 septembre 1914 – 19 février 1916
- 2e armée

16 – 18 septembre 1914
26 février – 19 septembre 1916
22 – 31 mars 1917
26 avril – 26 juin 1917
- 3e armée

19 - 23 septembre 1914
- 4e armée

20 – 22 septembre 1914
19 janvier – 21 mars 1917
1er – 25 avril 1917
27 juin 1917 – 26 juillet 1918
- 5e armée

27 juillet – 11 novembre 1918
- 10e armée

28 novembre 1916 – 18 janvier 1917
- D.A.L.

20 septembre – 27 novembre 1916
- Région Fortifiée de Verdun

20 – 25 février 1916

### Seconde Guerre mondiale

#### Composition
Le 10 mai 1940 la 16e DI, sous les ordres du général Mordant, est rattachée au 10e Corps d'Armée, intégré à la 10e Armée du général Altmayer.
À cette date, elle comprend :
- 29e Régiment d'Infanterie
- 56e Régiment d'Infanterie
- 89e Régiment d'Infanterie
- 37e Régiment d'artillerie divisionnaire
- 237e Régiment d'artillerie lourde divisionnaire
- 19e groupe de reconnaissance de division d'infanterie
- Et tous les services (Sapeurs mineurs, télégraphique, compagnie auto de transport, groupe sanitaire divisionnaire, groupe d'exploitation etc.)

#### 1940

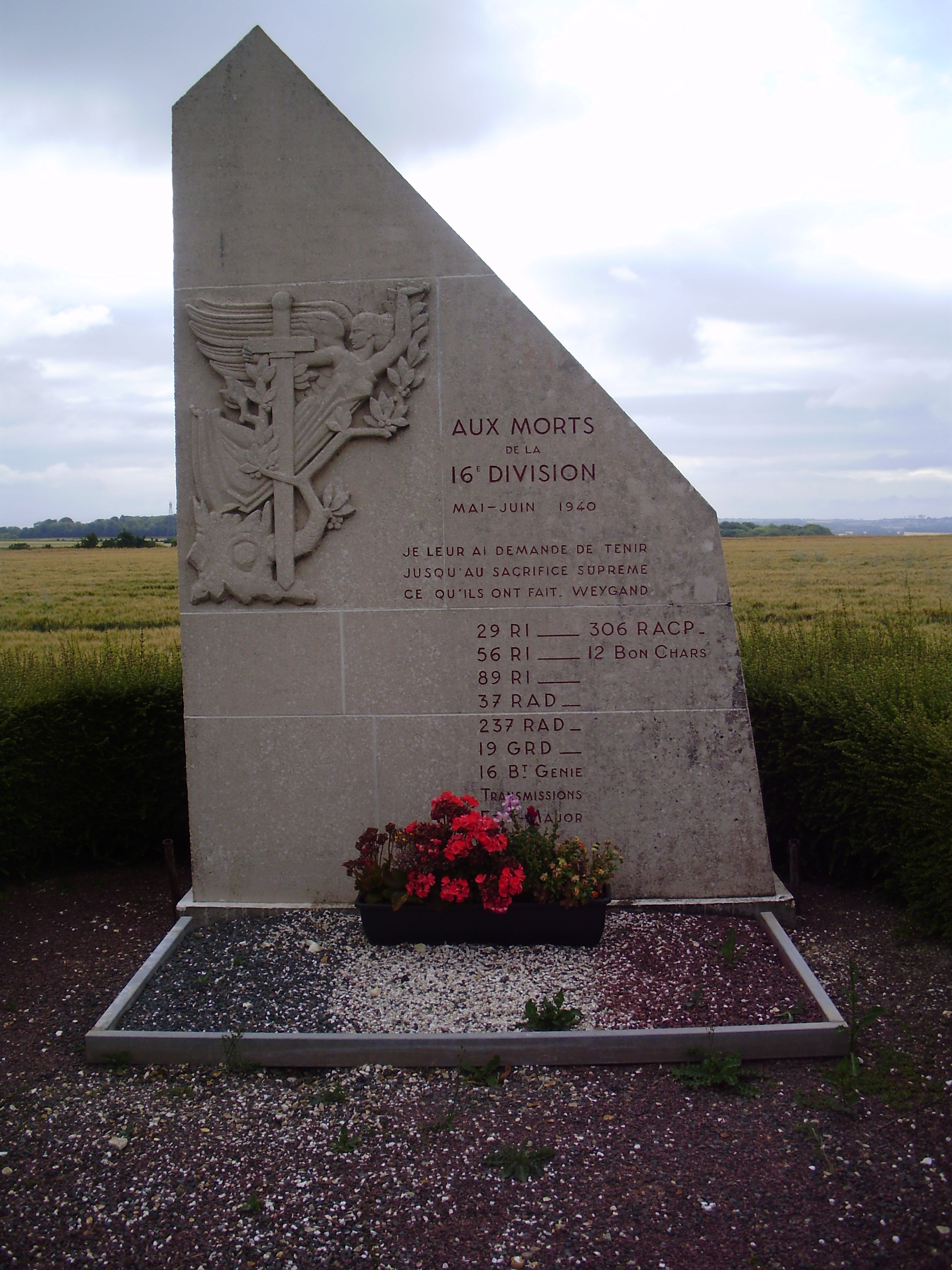
Monument aux morts de la à Hébécourt, avec l'hommage du Généralm Weygand :Je leur ai demandé de tenir jusqu'au sacrifice suprême ce qu'ils ont fait.

- 24 mai - 9 juin 1940 : Bataille d'Amiens (1940)

La 16e division d'infanterie participe à la Bataille au sud d'Amiens en tenant le village de Saint-Fuscien.
La division  pendant la bataille détruisit plus de 136 panzers III et IV sur 196 chars engagés dans le combat par la Wehrmacht.
Elle résista avec l'aide de la 24e division d'infanterie et le 12e Bataillon de chars de combat (BCC), aux 9e et 10e Panzerdivision, puis à la 7e Panzerdivision de Rommel. Cette résistance fut payée chèrement car les pertes humaines furent nombreuses, des prisonniers furent assassinés de façon effroyable : 86 corps furent retrouvés au saut de loup du parc du château à Dromesnil, et une centaine de soldats africains furent brûlés vifs dans une grange par des troupes allemandes non encore identifiées à ce jour.

Stèle à Dury
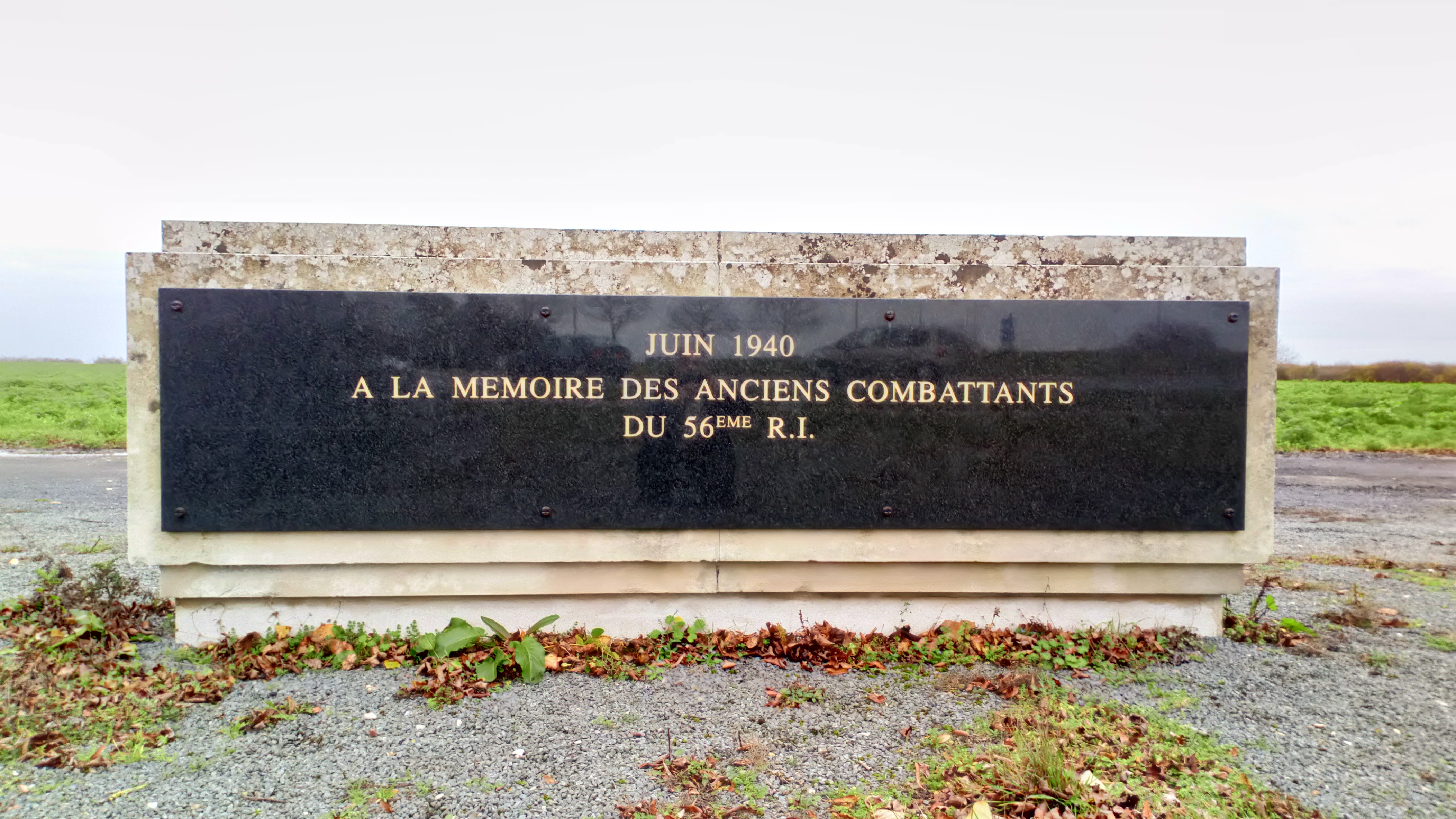
Stèle à la mémoire des anciens combattants du 56e régiment d'infanterie
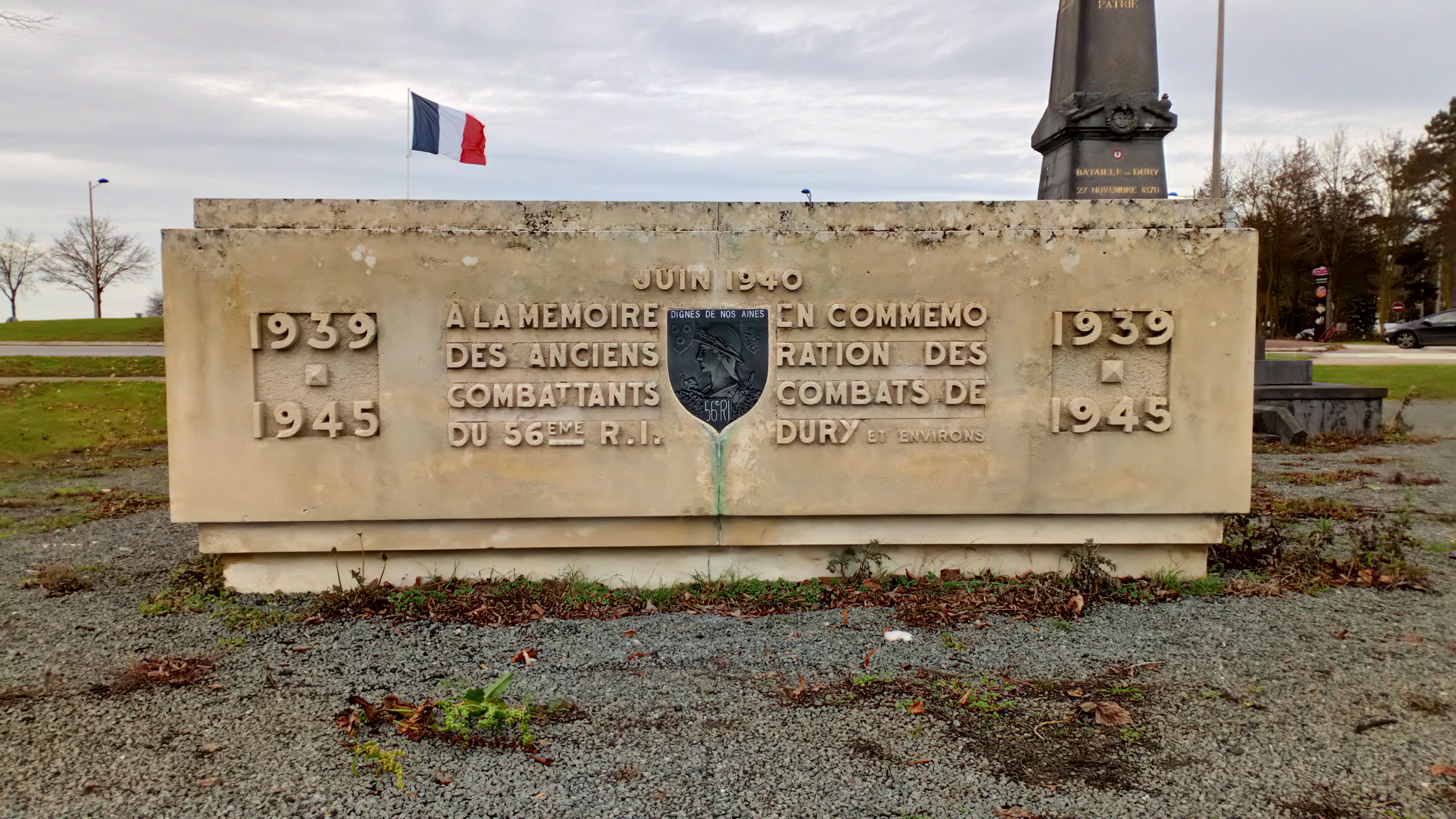

La résistance des divisions françaises suscita l'admiration de responsables politiques étrangers : le président américain Roosevelt envoya un télégramme de félicitation à Paul Reynaud, Président du Conseil français. Charles de Gaulle s'appuya de ce télégramme pour créer après l'annonce de la demande d'armistice par Pétain, la France libre,.